# Personaggi de La casa di carta

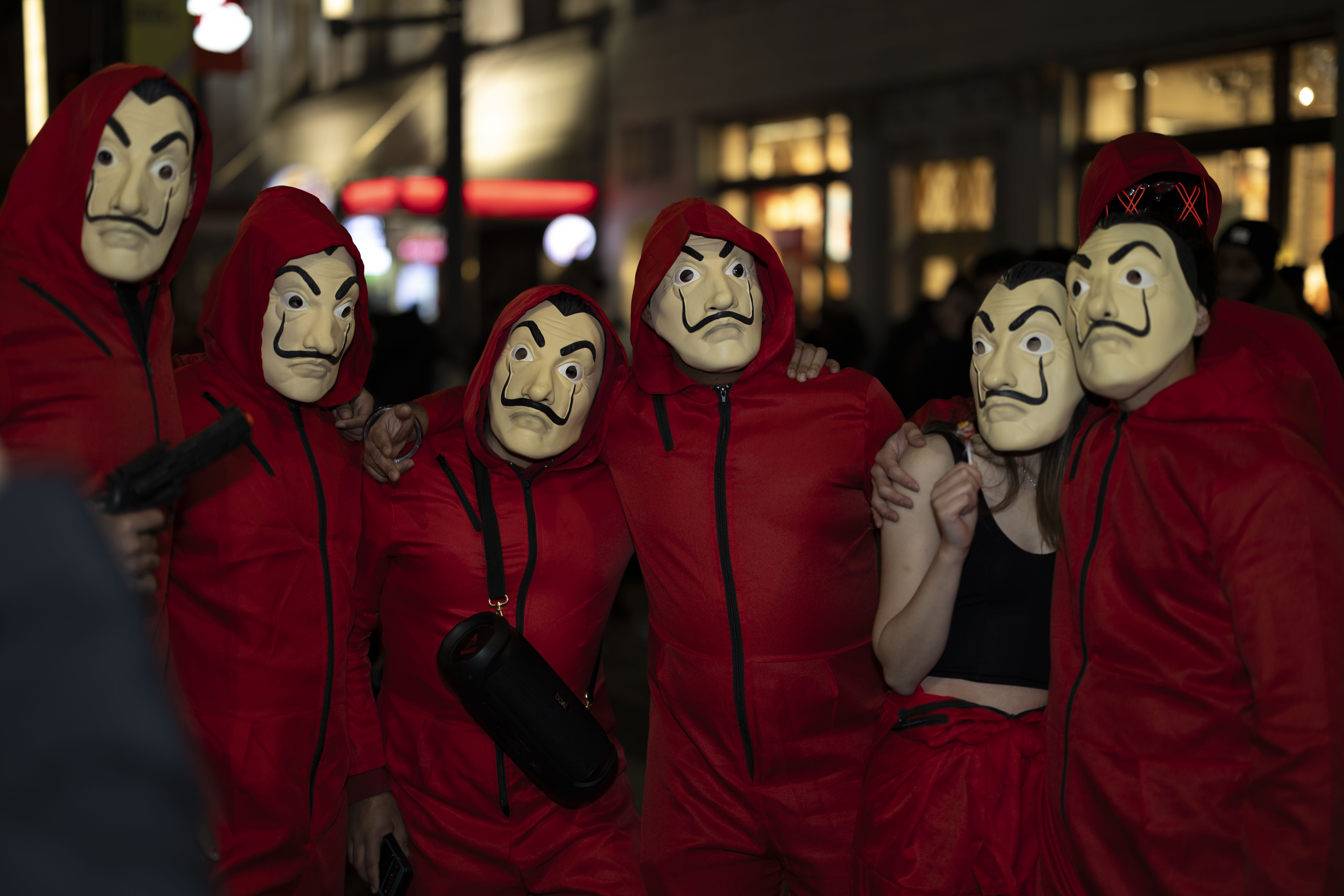
Cosplayer dei personaggi della serie La casa di carta

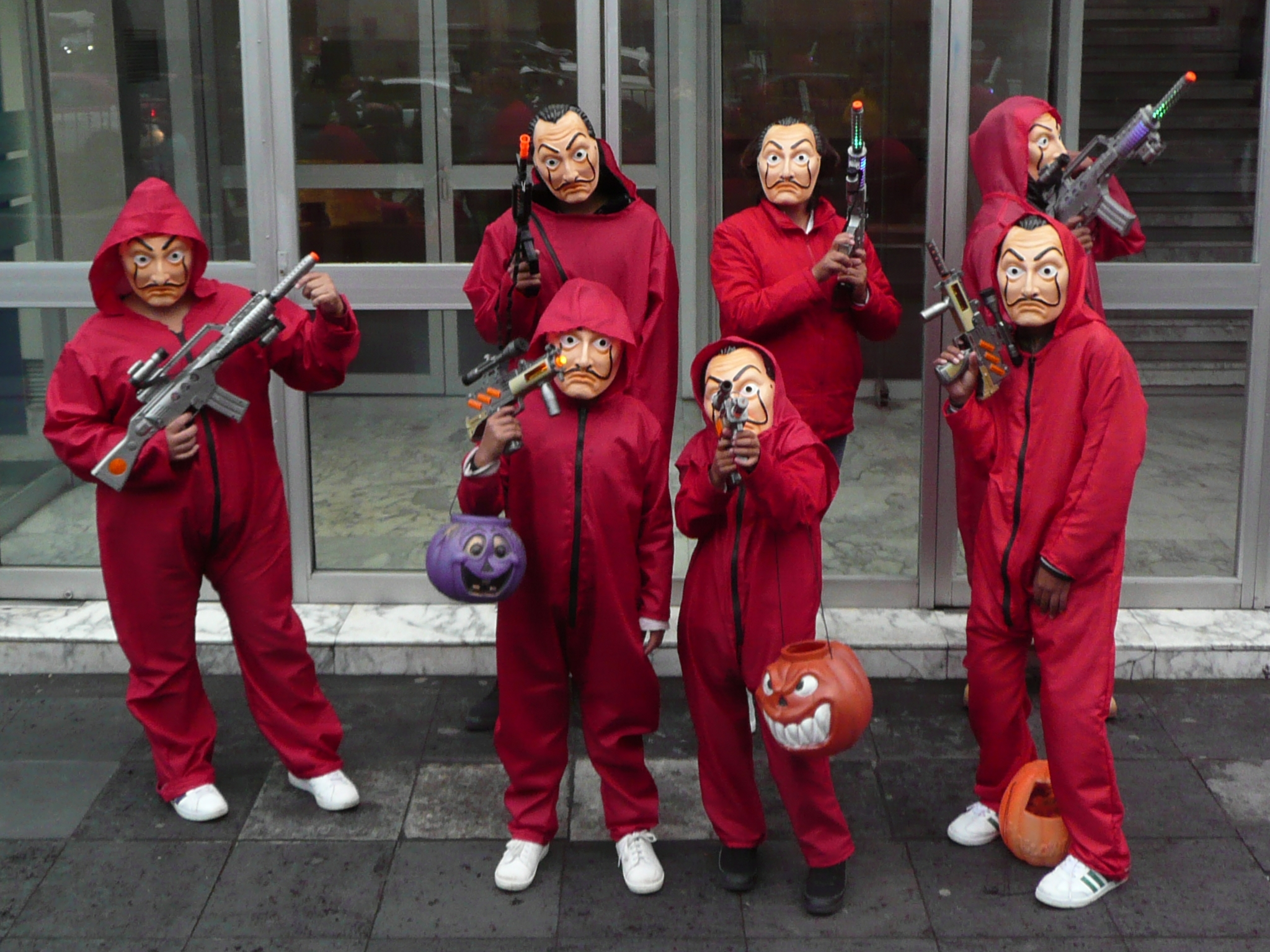
Cosplayer dei personaggi della serie La casa di carta

Questa voce contiene un elenco dei personaggio presenti nella serie televisiva La casa di carta e, in parte, nei suoi spin-off, La casa di carta: Corea e Berlino.

## Personaggi principali
- Silene Oliveira, soprannominata Tokyo (stagioni 1-3), interpretata da Úrsula Corberó e doppiata da Eleonora Reti.
È la voce narrante nonché protagonista della serie televisiva. È una giovane donna spagnola dall'aspetto attraente, abile e intelligente sebbene l'emotività talvolta la spinga ad atti impulsivi. È fidanzata con il collega Hanibal "Rio" Cortès, ed è la narratrice della storia. Silene ha vissuto come criminale sin dalla più tenera età, specializzandosi nei piccoli e grandi furti. La sua vita cambiò radicalmente quando, dopo una rapina fallita ad un portavalori in cui il suo ragazzo è rimasto ucciso, stava per essere arrestata dalla polizia in casa della madre. Notata per caso da Andres "Berlino" per la sua abilità nella latitanza, è stata reclutata dal Professore per realizzare una rapina alla Zecca di Spagna, salvandola dalla polizia. Alla zecca il suo contributo è fondamentale negli scontri a fuoco, ma viene lasciata alla mercé della polizia dopo un brutale accesso di follia, riuscendo ugualmente a cavarsela. Nel secondo colpo, al Banco de España, Tokyo rovescia il potere di Palermo e più volte viene presa di mira dal crudele Cesar Gandìa: catturata ed imprigionata, venendo infine ferita numerose volte. L'ultimo atto è il suo sacrificio per la salvezza degli altri, facendosi esplodere con delle granate, uccidendo l'odiato Gandìa.
I produttori hanno ritenuto Tokyo tra i personaggi de La casa di carta più difficili da sviluppare, in quanto in origine cercavano un'attrice più anziana per interpretare il personaggio, che non aveva nulla da perdere prima di incontrare il Professore.[1] Úrsula Corberó ha in seguito ottenuto il ruolo grazie principalmente alla sua «energia giocosa» e alla sua voce, fortemente presa in considerazione durante il casting in quanto è la voce narrante che apre il primo episodio della serie.[2] Corberó ha descritto Tokyo all'inizio della serie come «una ragazza con davvero poca autostima, è stata molto sola, ha avuto un brutto periodo e non ha avuto una figura paterna a casa»; tutto ciò risulta in una vulnerabilità che «il personaggio non sa come esprimere».[3] L'attore Álvaro Morte, interprete del Professore, ha considerato Tokyo come uno dei membri della banda preferiti dal suo personaggio, dal momento che «entrambi i personaggi si confidano e si confrontano come migliori amici nonostante siano di sesso opposto».[4]
Sandra Faginas, del quotidiano spagnolo La Razón, ha elogiato il personaggio, scrivendo che Tokyo è «un meraviglioso cocktail di passione e ragione», «nato magnificamente nella sceneggiatura». Ha notato che è «un'anima libera che si avvicina ad ogni compagno in modo diverso: Rio con tenerezza appassionata, il Professore con freddo rispetto, Nairobi con gioia e sintonia e Berlino con disciplina stimolante».[5] John Doyle, per il The Globe and Mail, ha definito Corberó «una forte protagonista femminile, il suo personaggio non è conforme a quello che vedresti in un equivalente dramma criminale britannico o americano».[6] Alfonso Rivadeneyra García, scrivendo per il quotidiano peruviano El Comercio, ha criticato l'ipersessualizzazione di Tokyo nella terza parte della serie,[7] mentre Keyvan Azh della versione tedesca di Focus l'ha definita un prodotto del «dispositivo stilistico economico» del tell, don't show.[8] Per il ruolo di Tokyo, Corberó è stata candidata per il Premios Feroz 2017 nella categoria "Migliore attrice protagonista di una serie",[9] e ha vinto il Premios Iris 2018 come Migliore attrice.[10]
- Sergio Marquina, conosciuto anche lo pseudonimo di Salvador Martin, soprannominato Il Professore (stagioni 1-3), interpretato da Alvaro Morte e doppiato da Andrea Lavagnino.
È la mente geniale che pianifica le rapine e conduce i rapinatori, nell'assalto alla Real Casa de la Moneda, e, successivamente, al Banco de España. Dotato di grande intelligenza e di un senso dell'ordine quasi maniacale, il suo carattere timido e riservato lo differenzia notevolmente dagli altri colleghi. Vive come apolide da oltre 20 anni, non avendo rinnovato i documenti di identità dalla digitalizzazione degli archivi nel 2000, pur possedendo diversi passaporti e documenti falsi. Alla Zecca di stato lui non entra mai, rimanendo in un hangar da dove può controllare a distanza telecamere e radiofrequenze della struttura, nel frattempo innamorandosi e iniziando una relazione con l'ispettore Raquel Murillo. Il suo piano studiato nei minimi dettagli riesce a superare tutti gli ostacoli della polizia, ma si scontra con gli errori e le menzogne degli altri membri, che lo costringono a rapidi sconvolgimenti. Al Banco de España attuerà lo stesso modus operandi come "grande fratello", benché stavolta disponga di budget e personale notevolmente migliori. I suoi piani sovversivi sono animati da ideali libertari condivisi con Berlino, con cui ha un rapporto interpersonale. Sergio passò diversi anni della sua infanzia e adolescenza all'ospedale di "San Juan de Dios" di San Sebastián, ove sviluppò una grande amicizia con Jero Lamarca, che trasmise in lui la passione per gli origami. In una confessione a Nairobi, Sergio ammette che l'idea del colpo alla Zecca di Stato fu del padre, deceduto in una rapina.
All'inizio dello sviluppo, il Professore doveva essere il narratore della serie.[11] Il Professore è stato designato come un delinquente carismatico ma timido che convince i rapinatori a seguirlo nel suo piano e rendere il pubblico solidale con la resistenza dei rapinatori contro le potenti banche.[12] Tuttavia, sviluppare il ruolo del Professore si è rivelato difficile, poiché il personaggio non seguiva le convenzioni tipiche[13] e i produttori erano incerti sulla sua intelligenza e vivacità.[11] Nel frattempo, i direttori del casting hanno sostenuto Álvaro Morte, che conoscevano dalla loro collaborazione nella lunga soap opera spagnola El secreto de Puente Viejo, anche se la sua esperienza televisiva in prima serata era limitata a quel punto.[14]
Il Professore è uno dei preferiti dai fan della serie.[15] Per il suo ruolo, Alvaro Morte è stato candidato per i Premios de la Unión de Actores nel 2018 nella categoria "Miglior attore televisivo",[16] vinto il 21° Premios IRIS nel 2019 come miglior attore,[17] ed è nominato per i Premios Feroz nel 2020 come miglior attore protagonista di una serie.[18]
- Andrés de Fonollosa, soprannominato Berlino (stagioni 1-3), interpretato da Pedro Alonso e doppiato da Alessandro Quarta.
È un uomo di mezz'età dal carattere difficile e dallo smisurato egocentrismo, che rende difficili i rapporti interpersonali. Dai comportamenti eccentrici e spietati, è spesso al centro dell'attenzione ed ha una spaventosa capacità di intuire le emozioni dell'interlocutore. Per la sua intelligenza è stato nominato capo delle operazioni sul campo, secondo al comando dopo il professore. Andres è stato uno dei pianificatori del colpo alla zecca di stato ed è il solo a conoscenza dei dettagli, motivo che rende indispensabile la sua presenza per la buona riuscita. Stringe immediatamente un buon rapporto con Helsinki ed Oslo, criminali professionisti che sono i suoi collaboratori più fidati, mentre rimane più cauto con i giovani Tokyo, Nairobi e Denver, che più volte mettono in discussione la sua autorità. Il suo atteggiamento con gli ostaggi è improntato verso il sadismo e la soppressione di ogni forma di collaborazionismo o rivolta, in cui sembra trovarsi perfettamente a suo agio. Berlino è affetto da una rara malattia degenerativa, simile al Parkinson, che lo sta portando lentamente alla morte. Il carattere difficile si traduce in pericolosi momenti di contrasto con i giovani membri, tanto da degenerare in pestaggi, stalli, insulti e addirittura una roulette russa da Denver Tokyo e Rio. All'irruzione finale delle teste di cuoio nella struttura, Berlino copre la fuga dei compagni d'arme, ma nelle sue struggenti ultime parole sceglie di rimanere lì e morire sotto i colpi delle autorità, sacrificando la sua vita in nome degli ideali libertari condivisi con il "professore", rivelatosi essere suo fratello. Il personaggio continua a comparire nelle puntate successive in numerosi flashback ambientati a Firenze e a Copenaghen.
- Raquel Murillo, soprannominata Lisbona (stagioni 1-3), interpretata da Itziar Ituño e doppiata da Roberta Pellini.
È l'ispettore del Corpo di Polizia Nazionale incaricato di negoziare con i rapinatori durante la crisi alla Zecca di stato. Incastrata tra un lavoro ricco di responsabilità e uno stato familiare precario, divorziata e con una figlia a carico, finirà per innamorarsi del Professore, presentatosi a lei sotto mentite spoglie, e si imbarca in un rapporto con lui. Si innamora di lui al punto da scegliere di seguirlo invece di arrestarlo, amareggiata per il comportamento ostile dei suoi colleghi, e diventa membro della banda. Come il resto dei membri della banda, prende il nome di una città (Lisbona) per nascondere la sua identità. Durante il colpo al Banco de España, Lisbona affianca il Professore, ma viene catturata dai suoi vecchi colleghi per poi essere liberata con un piano audace.
La Ituño ha descritto Raquel come una "donna forte e potente in un mondo di uomini, ma anche sensibile nella sua vita privata". Ha preso ispirazione dal personaggio Clarice Starling de Il silenzio degli innocenti, una studentessa dell'FBI con una vita familiare disordinata che sviluppa simpatie per un criminale. Il creatore, Álex Pina, ha visto la storia di Raquel come una moglie precedentemente abusata che si innamora del Professore come "molto potente, molto romantica".
- Ágata Jiménez, soprannominata Nairobi (stagioni 1-3), interpretata da Alba Flores e doppiata da Perla Liberatori.
Giovane donna di origine gitana, apprese l'arte della contraffazione a 13 anni a causa della povertà. Ha avuto un figlio di nome Axel, di cui ha perso la custodia dopo aver scontato una pena detentiva per traffico di droga e contraffazione. È diventata famosa per la sua personalità energica, carismatica e motivazionale. Una leader nata: guida gli ostaggi e la sua squadra con gioia, passione ed entusiasmo mentre usa il suo popolare slogan "chikipum chikipum chikipum" (che imita un ritmo di batteria) per motivarli a lavorare.
In una squadra di teste calde e grandi egocentrici, Nairobi è equilibrata, concentrata solo sul portare a termine il lavoro e mantenere la pace all'interno del gruppo e rimanere in vita. È benvoluta dalla squadra e persino dagli ostaggi; Il signor Torres, un ostaggio assegnato per aiutarla a stampare i soldi nelle parti 1 e 2, la elogia come il miglior capo che abbia mai avuto. Con il suo istinto materno, è stata in grado di simpatizzare con alcuni degli ostaggi, ad esempio motivando Alison Parker a resistere ai suoi bulli e pronunciare la famosa frase "Soy la puta ama" ("Sono una figa da paura"). Nella terza parte, per seminare il caos nella squadra, l'ispettore Alicia Sierra prende il figlio di Nairobi e lo usa per attirarla fuori. Nairobi fa capolino dalla finestra per vedere suo figlio e viene colpita da un cecchino al petto. Nairobi sopravvive a malapena all'apertura della parte 4, quando la polizia nega alla squadra un chirurgo per aiutarla. Con l'aiuto di un chirurgo pakistano tramite videochiamata, Tokyo e il resto della squadra operano con successo su Nairobi, rimuovendo il proiettile ed estraendo parte del suo polmone sinistro. Poco dopo, il capo della sicurezza del Banco di Spagna, un ex mercenario di nome Gandia, fugge dalle manette e, dopo diversi tentativi falliti di uccidere Nairobi, Gandia riesce ad ucciderla sparandole a bruciapelo alla testa. Il suo corpo viene posto in una bara di fortuna con l'etichetta "Nairobi, La Puta Ama" e portato fuori dalle guardie del corpo del governatore. Nell'episodio finale della parte 4, dopo che il Professore e la squadra riportano Lisbona nel Banco de España, tutti cantano "Per Nairobi!" in suo onore.
In un'intervista, Alba Flores ha rivelato che Nairobi non esisteva nella sceneggiatura originale. Il creatore, Álex Pina, stava scrivendo la sceneggiatura e si rese conto che la squadra aveva solo un personaggio femminile: Tokyo; così chiamò Flores, con la quale aveva precedentemente lavorato alla serie Locked Up e si offrì di creare un ruolo per lei se le piacevano le sceneggiature dei primi due episodi.
Il personaggio materno, bizzarro, ma equilibrato di Nairobi è diventato rapidamente uno dei preferiti dagli spettatori. Dopo la morte del personaggio nella parte 4, i fan hanno pianto l'uccisione di un altro personaggio a loro preferito.[19] Alcuni si sono addolorati dicendo che Nairobi non meritava una morte brutale, soprattutto perché il suo personaggio era così pieno di sogni e promesse.[20] Un video dietro le quinte di Flores che saluta in lacrime il suo personaggio e i suoi compagni di cast è stato incluso nel documentario del 2020 La casa di carta: Il fenomeno.[21] Per il suo lavoro come Nairobi, Flores ha vinto un premio come migliore attrice ai Premios Iris (ATv),[22] tre nomination come migliore attrice agli Spanish Actors Union Awards e due nomination come miglior attrice non protagonista ai Feroz Awards.[23][24][25]
- Aníbal Cortés, soprannominato Rio (stagioni 1-3), interpretato da Miguel Herran e doppiato da Mirko Cannella.
È il giovane hacker membro della banda di rapinatori. È un esperto di computer e di allarmi da quando aveva 6 anni e nella rapina si occupa degli aspetti tecnico-informatici. Ha una storia con Tokyo nata al casale di Toledo, e il giorno prima della rapina, le regala una collana di piastrine con il suo vero nome. A causa della sua ingenuità, viene ferito lievemente in uno scontro a fuoco e finirà per lasciar trapelare la sua identità e quella di Tokyo alla polizia e ai mass media, scatenando la furia di Berlino, Helsinki ed Oslo che lo picchiano. Dopo la prima rapina alla Zecca di Spagna, Tokyo e Rio sono fuggiti insieme e hanno trascorso circa tre anni nascosti su un'isola dei Caraibi. Tuttavia, Tokyo alla fine si è annoiata e ha desiderato andare in città. All'insaputa di Rio, il cellulare che ha comprato dal deep web è stato registrato a lui e le sue ripetute chiamate hanno permesso all'Interpol di rintracciare la sua posizione, con conseguente suo arresto: viene preso in ostaggio e torturato dalla Polizia all'inizio della parte 3, motivo per cui la banda decide di organizzare la rapina al Banco de España. Rio è ritenuto da più parti come "l'anello debole" della banda, a causa della sua ingenuità e a causa dello stress post-traumatico causato dalle torture. Durante questo colpo viene rilasciato dalla polizia in cambio di 40 ostaggi del Banco di Spagna.
- Agustín Ramos, soprannominato Mosca (stagioni 1-3), interpretato da Paco Tous e doppiato da Roberto Draghetti (stagioni 1-3, parte 4) e da Stefano Alessandroni (stagione3, parte 5).
È un ex minatore divenuto scassinatore a seguito di patologie contratte proprio sul lavoro. Partecipa alla rapina alla Zecca di Stato insieme al figlio Daniel Ramos, alias Denver. Abbandona il lavoro da minatore per colpa della sua silicosi e claustrofobia e cominciò la sua carriera da ladro, finendo varie volte in carcere. Decide di partecipare al colpo alla Zecca di Stato per aiutare il figlio, a cui hanno rubato 800 pasticche di droga che avrebbe dovuto consegnare ad un trafficante. Mosca ha un animo molto gentile che si preoccupa molto per gli altri. Interpreta una sorta di figura paterna non solo per Denver, ma anche per Rio e Tokyo. Si preoccupa infinitamente per Denver ed è molto protettivo nei suoi confronti, come si vede nella Parte 2, quando avverte Denver della relazione che sta sviluppando con Mónica Gaztambide. Inoltre, Mosca non ha paura di esprimere la verità e le sue opinioni quando necessario, come quando si è avvicinato a Tokyo dopo averla vista confrontarsi con Alison Parker: la accusa di ferire sempre le persone a lei più vicine e di avere sempre bisogno di andare avanti e le dice che probabilmente si sta già stancando di Rio e farà del male anche a lui. Mosca ha anche dimostrato di avere un lato allegro e divertente, anche ambizioso visto che il suo obiettivo è pubblicare la sua canzone "Maria, Mi Amor" (che alla fine viene pubblicata dalla Parte 3). In una struggente confessione, Mosca ammette a Denver di aver abbandonato la moglie per la sua tossicodipendenza, rammaricandosi poi della sua decisione e tornando molte volte per cercare di trovare la donna, illudendo Denver che fu la madre ad abbandonarli. Purtroppo, durante una sparatoria con la polizia, Mosca rimane ferito da tre proiettili nell'addome e muore dopo circa 12 ore. Nelle loro ultime parole, padre e figlio riescono a riappacificarsi.
- Ricardo Ramos, soprannominato Denver (stagioni 1-3), È interpretato da Jaime Lorente e doppiato da Flavio Aquilone.
È il giovane figlio di Mosca. Non ha avuto una grande istruzione e segue il padre nei suoi vari crimini. È un noto spacciatore che viene spesso e facilmente alle mani. Denver è una testa calda, ma ha dimostrato di avere un lato sensibile, quando Berlino ordinò di uccidere Mónica Gaztambide (Stoccolma), facendo finta di ucciderla sparandole alla gamba, ma salvandole la vita e, in seguito, innamorandosi dell'ostaggio. La sua relazione con Monica viene criticata e definita "Sindrome di Stoccolma" da Nairobi. Denver diventerà il padre adottivo del figlio di Mónica e Arturo, Cincinnati. Inizialmente Denver non era stato reclutato dal Professore, ma Mosca fece in modo che il figlio entrasse a far parte della banda, in modo da risolvere i suoi problemi con i narcotrafficanti. Durante la rapina, Mosca rivela la verità sulla madre di Denver, provocando una discussione e una spaccatura nella loro relazione. Tuttavia, Denver perdona Mosca prima che possa morire dopo essere stato colpito dalla polizia.
- Mónica Gaztambide, soprannominata Stoccolma (stagioni 1-3), interpretata da Esther Acebo e doppiata da Francesca Manicone.
È la segretaria e amante di Arturo Román. Porta in grembo suo figlio, che decide di tenere grazie all'incoraggiamento di Denver che ne diventa padre adottivo. All'inizio della rapina, Berlino dice agli ostaggi che chiederanno qualsiasi medicina di cui gli ostaggi abbiano bisogno, e Monica chiede una pillola abortiva. Più tardi, Arturo la convince a prendere il telefono nascosto nella tasca della giacca situata nel suo ufficio. Quando Monica va ad accettare la sua pillola, riesce a sgattaiolare oltre Oslo per prendere il telefono. Quando lo recupera con successo, lo nasconde nella sua tuta rossa. Mentre lascia la stanza, viene fermata da Denver. Denver cerca di convincere Mónica a non abortire suo figlio, anche dandole dei soldi per il bambino, ma il telefono squilla, e Berlino trova il cellulare nascosto nella tuta rossa e ordina a Denver di ucciderla, a quel punto Denver, per salvarle la vita, si ritrova costretto a spararle alla gamba, per fingere la sua morte. In seguito, dopo che Berlino, e non solo, la credevano morta, Denver la nascose in una camera blindata, dove le porta regolarmente acqua, cibo e medicine. In seguito Denver, con l'aiuto di Mosca e Nairobi, estrarra il proiettile dalla gamba di Monica. Durante la serie instaura un rapporto d'amore con Denver e poi adotta il suo nuovo soprannome, derivante dalla sindrome di Stoccolma. Durante la parte 5, dopo la ribellione del suo ex amante e di altri ostaggi, prende di sorpresa Arturo, sparandogli e, apparentemente, uccidendolo. In seguito, viene tormentata da strane visioni su Arturo e prende dei farmaci per calmarsi.
- Mirko Dragic, soprannominato Helsinki (stagioni 1-3), interpretato da Darko Perić e doppiato da Luca Graziani.
È un ex soldato serbo omosessuale, compagno di cella di suo fratello gemello Oslo, con un animo gentile. Pur non essendo un medico, dalle esperienze passate sul campo di battaglia ha imparato a prendersi cura dei suoi compagni, curando ferite di arma da fuoco o infezioni. Soffrirà molto per la perdita di Oslo e di Nairobi, ma Palermo lo aiuterà a guarire dal suo dolore. Helsinki è incaricato principalmente in lavori manuali grazie alla sua notevole forza fisica e di sorvegliare gli ostaggi e seguire gli ordini, insieme a suo cugino Oslo. Nella seconda parte 16 ostaggi scappano e colpiscono in testa Oslo, provocando un trauma cranico che lo fa rimanere in uno stato vegetativo, motivo per il quale Helsinki decide di soffocare Oslo, per mettere fine alla sua sofferenza. Helsinki ha la famiglia in Serbia, alla quale manda i mille euro dati dal Professore per distruggere la sua Seat Ibiza, mostrandogli la foto di un'altra macchina. Questo costringe il Professore ad andare all'autodemolizioni per cancellare ogni prova. Durante la pianificazione della seconda rapina, Helsinki prova sentimenti d'amore verso Palermo. A causa del suo crepacuore da Berlino, Palermo ha deciso di non permettere a nessun altro di avvicinarsi emotivamente, incluso Helsinki. Più avanti, Helsinki riesce a instaurare una relazione.
- Radko Dragic, soprannominato Oslo (stagioni 1-3), interpretato da Roberto García Ruiz e doppiato da Alessandro Ballico.
È un soldato serbo, cugino di Helsinki. È nato il 17 novembre 1974 e muore il 24 ottobre 2016 all'età di 41 anni. Nella serie dimostra di avere un grande sangue freddo come suo cugino Helsinki, insieme a cui diverrà il membro più fedele a Berlino. In seguito, sarà tramortito da degli ostaggi guidati da Arturo alla fine della parte 1, subendo un trauma cranico. All'inizio della parte 2, invece, viene soffocato a morte da Helsinki, in modo da porre fine alle sue sofferenze. Non essendo pratico nell'uso della lingua spagnola, Oslo lo si vede spesso insieme al cugino, seguendo perlopiù gli ordini di Berlino, al punto tale di punire Rio o puntare delle armi a Denver e Nairobi, con l'ausilio di Helsinki.
- Arturo Román (stagioni 1-3), interpretato da Enrique Arce e doppiato da Massimo De Ambrosis.
È il direttore generale della Zecca di Stato. Si dimostra il più audace e ribelle tra gli ostaggi, cercando spesso di manipolare altri ostaggi affinché trovino una via di fuga al suo posto, rischiando di causare la morte di diversi ostaggi, lui compreso. Arturo convince la sua amante Mónica Gaztambide a rubare un cellulare per connettersi all'esterno, ma Monica viene scoperta e Berlino ordina a Denver di ucciderla. Denver inscena la sua morte sparandole alla gamba, ma gira voce che Mónica Gaztambide sia morta. Quando Mosca scopre che il figlio è un "assassino" si sente male e ha bisogno di andare sul tetto a prendere aria. Tra gli ostaggi incaricati in questa missione c'è anche Arturo, che sente parlare della morte di Monica e comincia a puntare una pistola finta agli ostaggi e ai rapinatori, facendo credere alla polizia di essere uno dei rapinatori, aggiudicandosi così una pallottola nella spalla. Una volta che Arturo viene colpito alla spalla, ha un disperato bisogno di aiuto medico. Questo fa sì che il Professore richieda un team medico di due chirurghi e un'infermiere. Prima dell'intervento, Arturo riceve una telefonata da sua moglie Laura, promettendole di andare in vacanza in Australia con lei. Poi sbaglia, quando chiama sua moglie Monica invece del suo nome. Arturo viene operato dai due chirurghi e un infermiere, che è in realtà Ángel sotto copertura. Ad Arturo viene data l'anestesia locale per poter parlare con Berlino. Quando l'ispettore Raquel Murillo entra nella Zecca per verificare la sicurezza di tutti gli ostaggi, parla con Arturo. Durante la loro conversazione, si scusa con Arturo per aver ordinato di sparare il colpo che lo ha ferito alla spalla. Dopo l'incontro con Raquel, Arturo parla con Mercedes Colmenar. Mercedes mostra e dà ad Arturo un paio di forbici che ha rubato mentre discuteva con Berlino. Più tardi, Arturo convince Alison Parker a nascondersi, ma il piano fallisce.
Circa 3 anni dopo la rapina alla Zecca di Spagna, diventa un personaggio pubblico: decide di sfruttare la notorietà ottenuta dalla rapina per parlare nei teatri, in TV e sui social media e incoraggiare il popolo. Durante la rapina al Banco de España viene contattato dalla polizia come consulente esterno, ma entra di soppiatto nella struttura finendo nuovamente come ostaggio. Viene aggredito brutalmente da Denver, per poi essere ucciso (apparentemente) dalla sua ex amante. È il padre biologico del figlio di Mónica e Denver: Cincinnati.
- Alison Parker (stagione 1), interpretata da María Pedraza e doppiata da Rossa Caputo.
Arguta figlia dell'ambasciatore del Regno Unito Sir Benjamin Parker, amico intimo della regina Elisabetta II. È uno degli ostaggi più importanti per i rapinatori con cui, attraverso il Professore, riescono a negoziare con l'ispettore Murillo.
Prima della rapina, sulla strada per la Zecca Reale di Spagna, Pablo Ruiz si siede accanto ad Alison e le chiede di uscire. Un po' sorpresa, ma accetta. Una volta arrivati, vanno in bagno a pomiciare. Pablo suggerisce di fare una foto sexy insieme, che Alison accetta, ma con sua sorpresa le toglie il reggiseno nel momento in cui viene scattata la foto e pubblica la foto sull'account dei social media di Alison, nonostante le sue obiezioni. Alla fine vengono trovati da Tokyo e si uniscono agli altri ostaggi. Arturo ha capito che Alison non è un ostaggio come altri, perciò ha deciso di manipolarla, incoraggiandola a nascondersi in una cassaforte per non farsi trovare dai rapinatori che avrebbero dovuto portarla da Raquel Murillo per "un'ispezione". Il fatto che Alison fosse importante per la polizia e per i servizi segreti venne chiarito quando il Professore ha fatto girare su tutti i telegiornali una registrazione che afferma che la polizia preferisce scambiare Alison invece che otto ostaggi, ovviamente questo non è di gradimento agli altri ostaggi, ma soprattutto ai suoi compagni, che la prendono di mira psicologicamente e fisicamente.
- Julia Martinez, soprannominata Manila (stagioni 2-3), interpretata da Belén Cuesta e doppiata da Gemma Donati.
Apparentemente un semplice ostaggio, è in realtà un'infiltrata della banda durante la rapina al Banco de España. È un amico fin dall'infanzia di Denver, diventata in seguito una ragazza transessuale e figlioccia di Mosca. Suo padre Benjamin e Mosca erano amici fraterni. È da sempre innamorata di Denver.
Julia si unisce alla banda dei rapinatori come richiesto da Mosca e Denver al Professore , poiché avevano promesso a suo padre, Benjamin, che si sarebbero presi cura di lei. Il suo compito consiste nell'essere tra gli altri ostaggi, fingendo di essere uno di loro come forma di controllo della folla. Finge costantemente di dover andare in bagno per poter informare i rapinatori di eventuali sviluppi. È ansiosa di abbandonare lo stratagemma e unirsi agli altri ladri e alla fine lo fa per impedire ad Arturo Román di ribellarsi, sparandogli a una gamba.
- Santiago Lòpez, soprannominato Bogotà (stagioni 2-3), interpretato da Hovik Keuchkerian e doppiato da Gianluca Tusco.
È un saldatore e rapinatore professionista, ha sette figli sparsi per il mondo: Emilio, Julián, Erik, Hanna, Drazen, Yaris e Ivanna. È un nuovo membro della banda reclutato per la rapina al Banco de España. Prima della rapina al Banco de España, ha anche partecipato alla rapina al castello di Fredericksborg insieme a Rafael, Tatiana, Marsiglia e Berlino, in cui interpreta il ruolo di un sommozzatore. Nella parte 4 inizia una storia con Nairobi.
Bogotà è il miglior saldatore al mondo e ha un ruolo fondamentale nella rapina al Banco de España. È il principale membro incaricato insieme a Nairobi di guidare il gruppo che è incaricato di fondere i lingotti d'oro della riserva nazionale in pepite d'oro presso il Banco de España. È attraverso il suo talento di saldatore che la squadra è in grado di tirare fuori l'oro dalla camera blindata allagata. I suoi sforzi eroici e di saldatura (posizionare una camera di decompressione e saldarla sott'acqua senza alcuna bombola di ossigeno) consentono alla rapina di andare avanti come inizialmente previsto.
- Jakov, soprannominato Marsiglia (stagioni 2-3), interpretato da Luka Peroš e doppiato da sé stesso.
Membro della banda all'esterno del Banco de España, ex soldato estremamente animalista, il quale mette in contatto il Professore con i negoziatori tramite l'ausilio di vecchi cellulari senza internet e GPS. Non si sa molto di Marsiglia (nemmeno il cognome). Quel che si sa è che era un sicario e l'unica famiglia di cui parla era il suo defunto cane, Pamuk, e in un episodio, afferma di parlare spagnolo, tedesco, inglese, francese, italiano, croato e serbo. Prima della rapina, Marsiglia ha anche partecipato alla rapina al castello di Fredericksborg insieme a Rafael, Tatiana, Bogotà e Berlino, in cui aiutava Berlino e Rafael a prendere tempo, distraendo la guardia. Marsiglia opera principalmente come intermediario tra la polizia e il professore. Usa due telefoni per creare una sorta di ripetitore ed è sempre in movimento in modo che non possano rintracciare il Professore. Dopo che Raquel è stata catturata dalla polizia, Marsiglia fa schiantare la sua auto per far sembrare che il professore sia stato gravemente ferito.
- Martín Berrote, soprannominato Palermo, detto anche L'Ingegnere (stagioni 2-3), interpretato da Rodrigo de la Serna e doppiato da Gianluca Cortesi.
Amico intimo di Berlino da almeno 10 anni nato in Argentina, di cui è segretamente innamorato e con cui ha organizzato il piano della rapina al Banco de España prima di procedere con il colpo alla Zecca. Sebbene non facesse parte della rapina alla Zecca Reale di Spagna , prima di allora era un conoscente di Berlino e del Professore. Ha collaborato con Berlino per progettare la rapina al Banco de España ed entrambi hanno presentato il piano al Professore, che era incerto al riguardo. Il Professore aveva i suoi dubbi su Palermo, affermando che gli importava più del suo amore per Berlino - con cui si è scambiato un bacio - che del piano stesso. Durante il colpo al Banco de España, diventerà il nuovo capo del gruppo, succedendo all'amato Berlino. Palermo era al comando della banca, ma la sua personalità volubile causò presto tensioni con il resto del gruppo e Tokyo assunse il comando. Palermo è diventato un rivale per l'equipaggio per qualche tempo ed è stato responsabile di convincere Gandía, il capo della sicurezza della banca, a lussarsi il pollice per liberarsi dalle manette. Tuttavia, alla fine è stato reintegrato nel gruppo.
- César Gandía (stagioni 2-3),  interpretato da José Manuel Poga, doppiato da Francesco Bulckaen.
È il capo della sicurezza al Banco de España e colui che, una volta liberato come ostaggio da Palermo, scatena il panico all'interno dell'edificio, arrivando anche a giustiziare Nairobi. Guerriero addestratissimo, con un passato da militare di altissimo livello in missioni segrete dalle terrificanti capacità combattive e dotato di un eccellente intuito strategico, dopo essere riuscito a fuggire dalle manette, si è rifugiato in una panic room e si è unito alla polizia nel tentativo di rintracciare i membri del gruppo di rapinatori. Dopo essere fuggito, ha tentato di soffocare Nairobi, ma è stato ostacolato da lei che lo ha pugnalato al collo con una siringa. Ha anche tentato di strangolare Helsinki con un cappio. Inoltre, riesce a catturare Tokyo e a imprigionarla nella panic room. Oltre alla sua proverbiale preparazione ed astuzia tattica, egli è anche un uomo estremamente crudele. Alla fine del quinto episodio della parte 5, viene ucciso da Tokyo, che fa da kamikaze con le sue granate.
- Alicia Sierra (stagioni 2-3), interpretata da Najwa Nimri e doppiata da Claudia Catani.
È la spietata ispettrice della Polizia che si occupa dei negoziati durante la rapina al Banco de España. È descritta da molti come un'eccellente professionista, talmente abile da essere stata richiamata in servizio persino in fase avanzata di gravidanza. Nella parte 3, episodio 8, porta il figlio di Nairobi, Axel, al Banco de España. Attirando Nairobi alla finestra, Sierra dà il permesso a uno dei suoi cecchini di sparare. Dopo essere stata cacciata e diffamata dal colonnello Tamayo, attribuisce tutte le accuse contro di lei al colonnello Tamayo e al governo spagnolo. Viene licenziata dal dipartimento di polizia e Tamayo ordina di cercarla. Inizia delle indagini per conto proprio, scovando il nascondiglio del professore e legandolo con delle catene senza avvisare la polizia. La stessa sorte tocca anche a Marsiglia e Benjamin, ma poi le si rompono le acque ed è costretta a liberare i tre, affinché la aiutino col parto. Chiama la sua neonata Victoria.

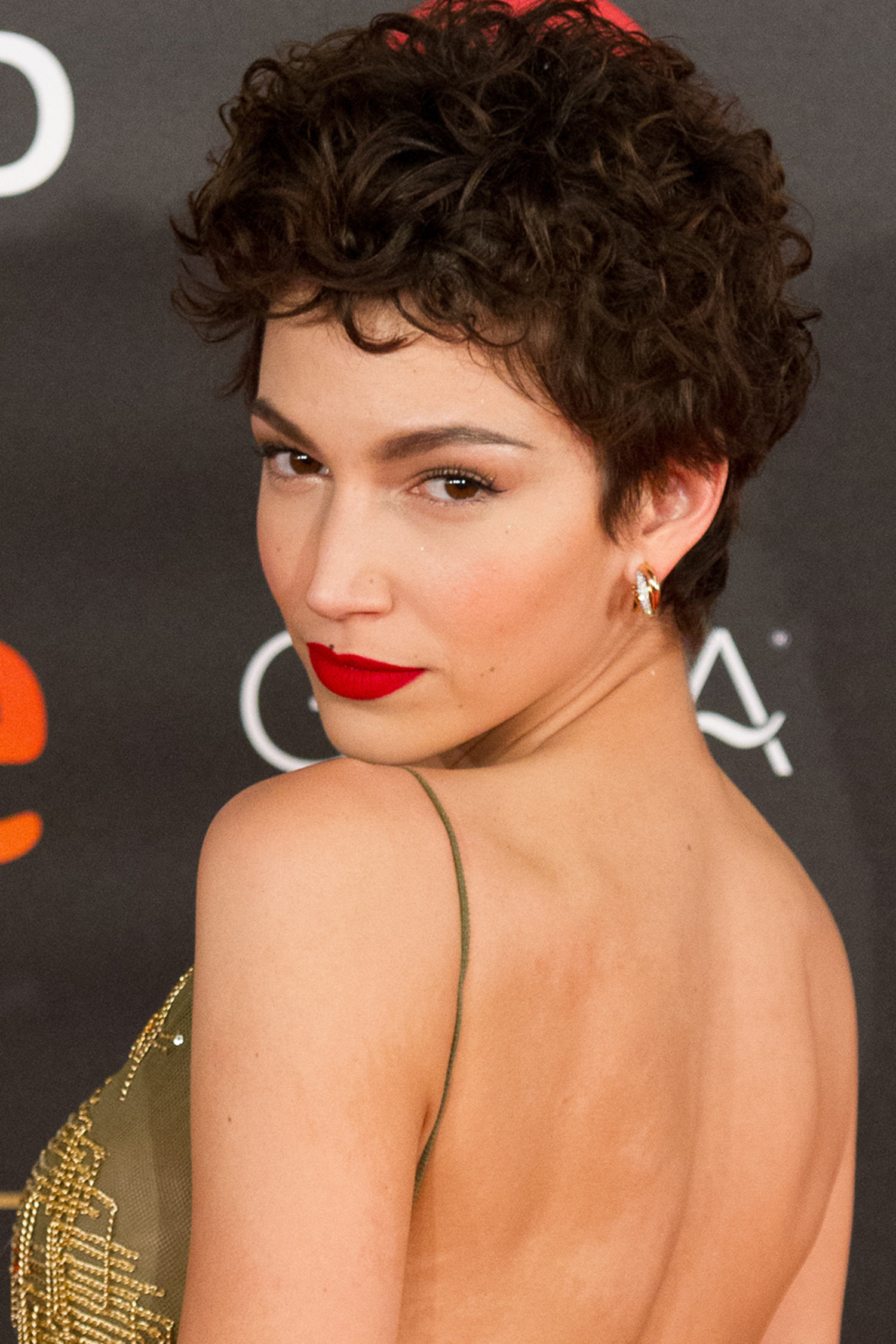
Úrsula Corberó, interprete di Tokyo
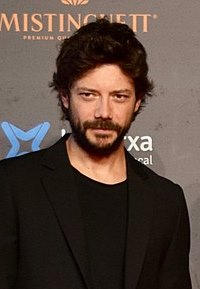
Álvaro Morte, interprete del Professore
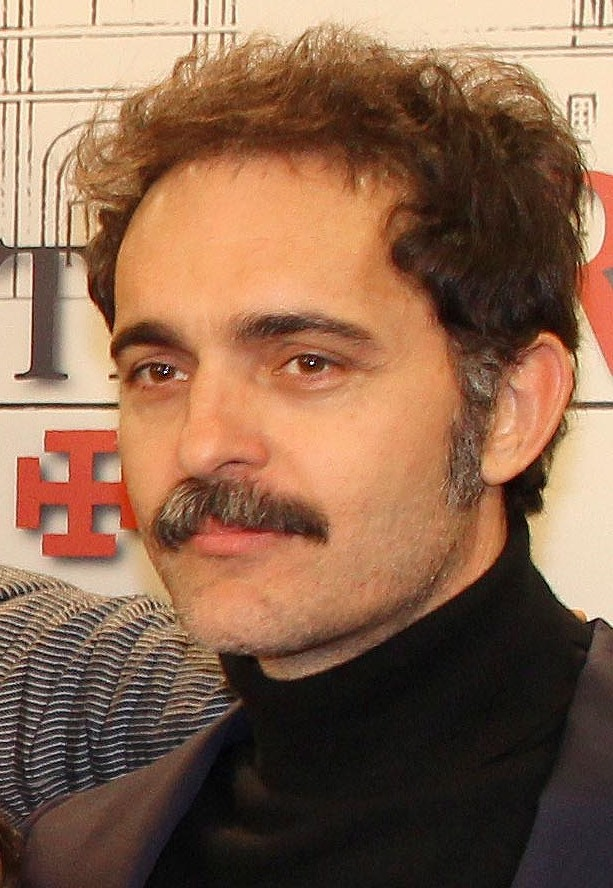
Pedro Alonso, interprete di Berlino
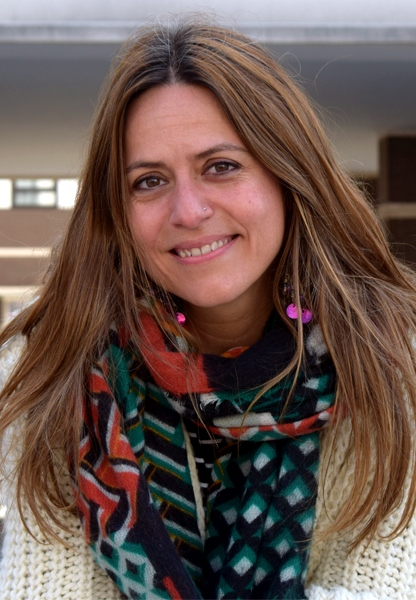
Itziar Ituño, interprete di Raquel Murillo
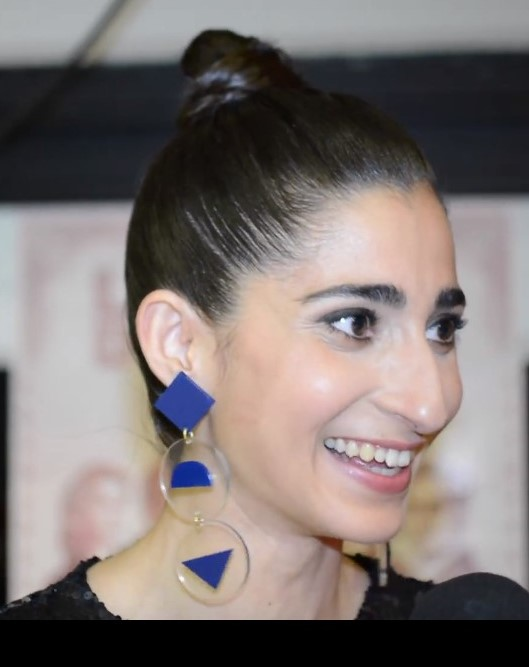
Alba Flores, interprete di Nairobi
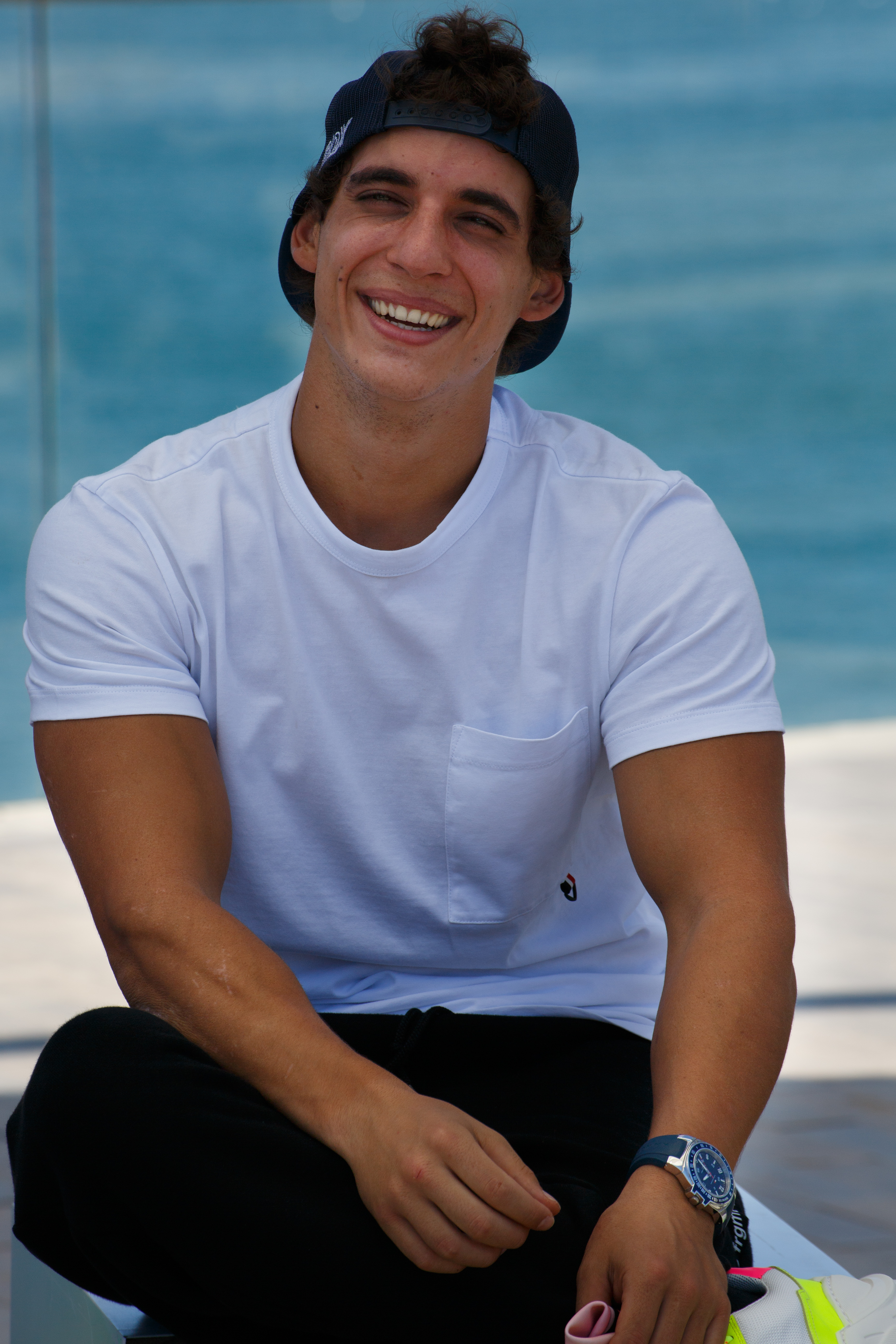
Miguel Garcia Herran, interprete di Rio
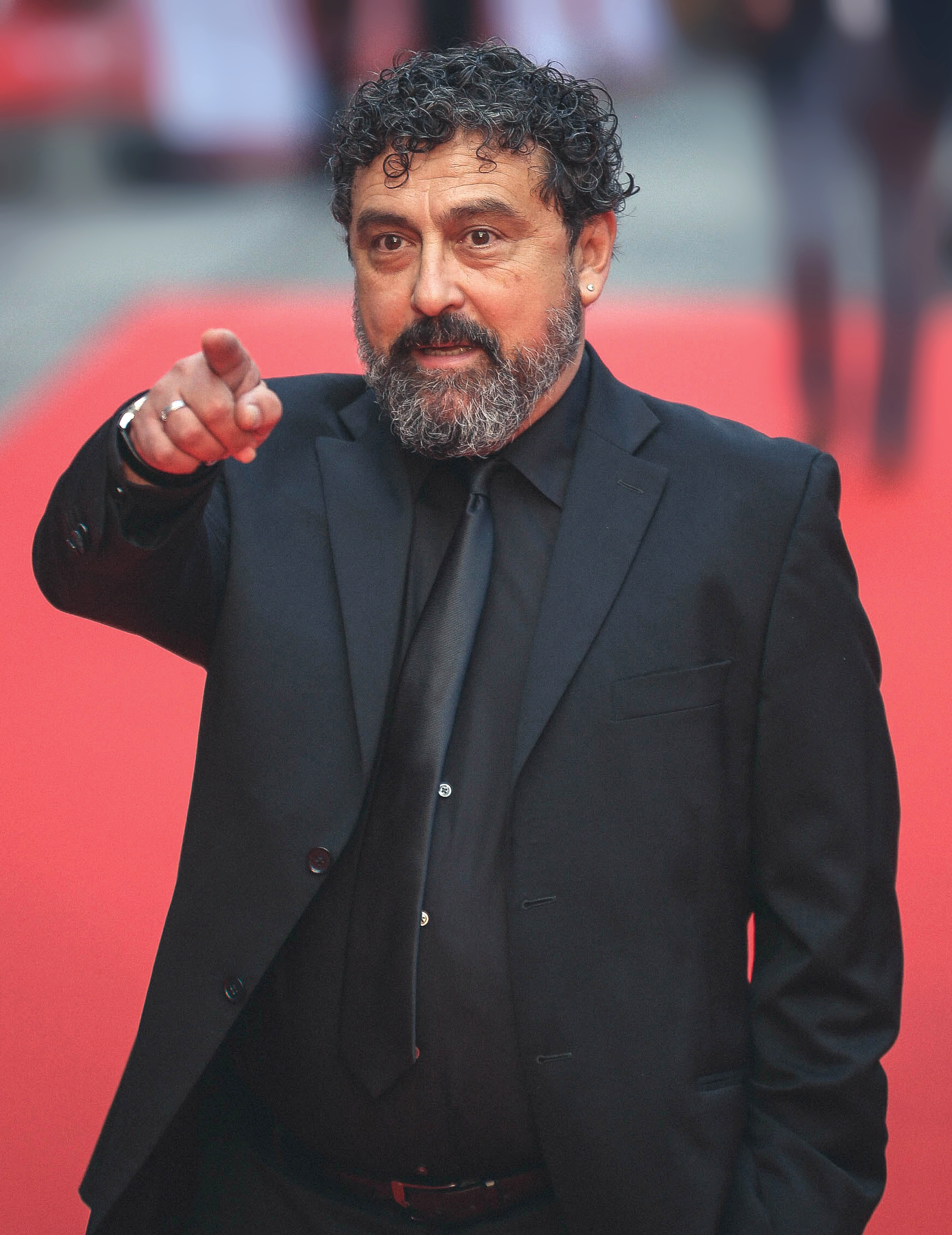
Paco Tous, interprete di Mosca
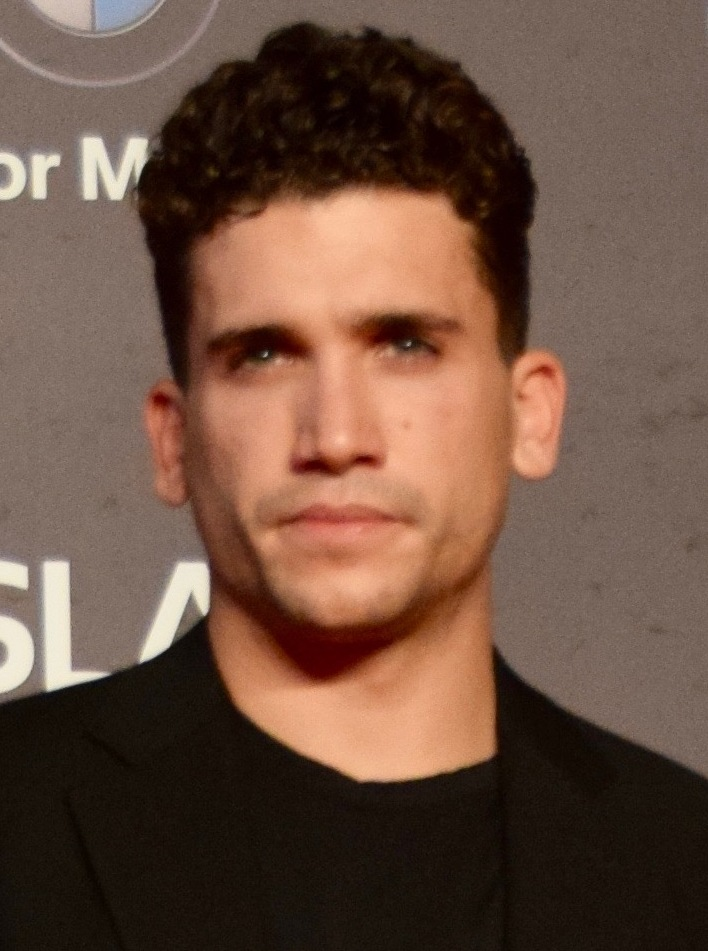
Jaime Lorente López, interprete di Denver
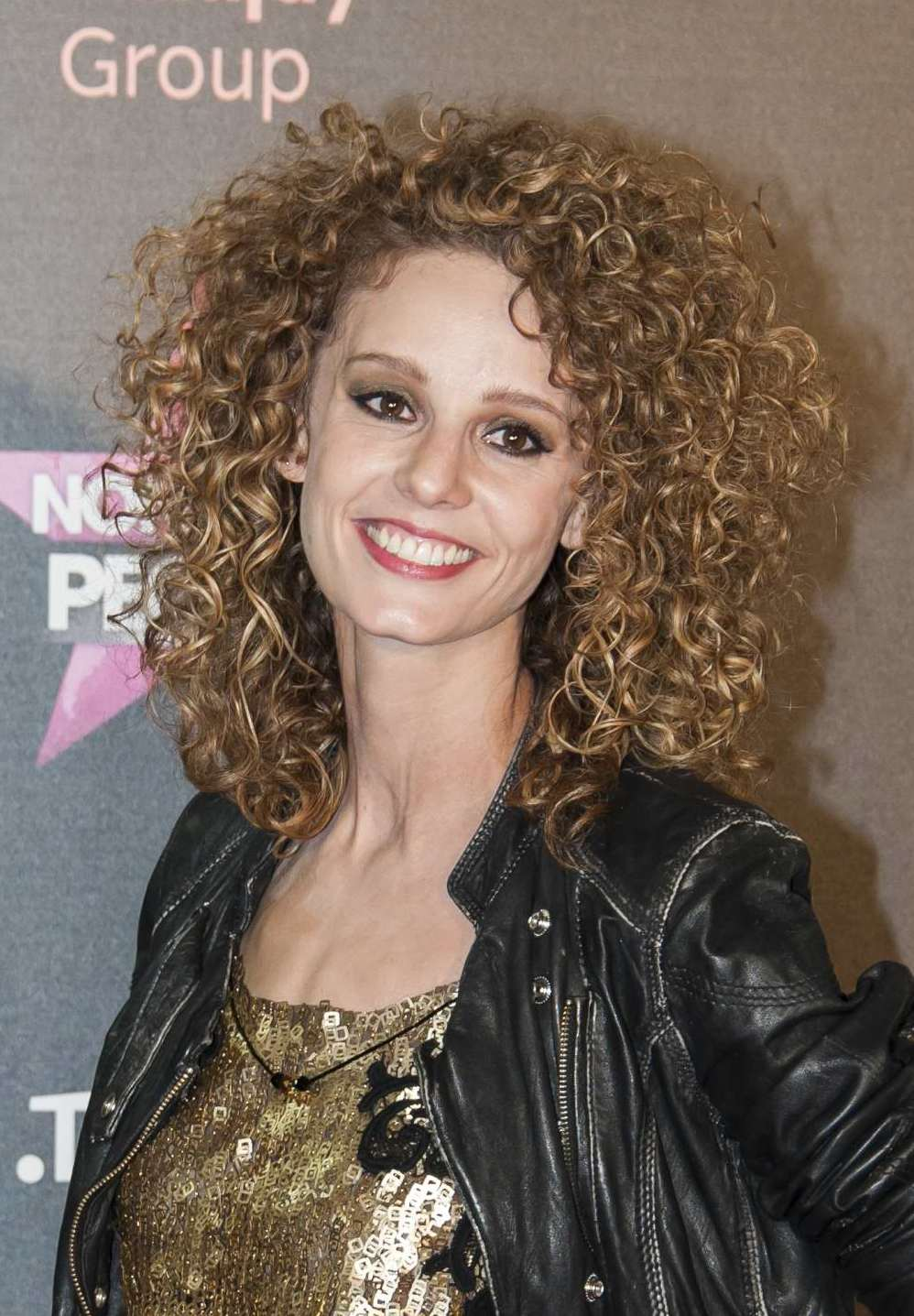
Esther Acebo, interprete di Stoccolma
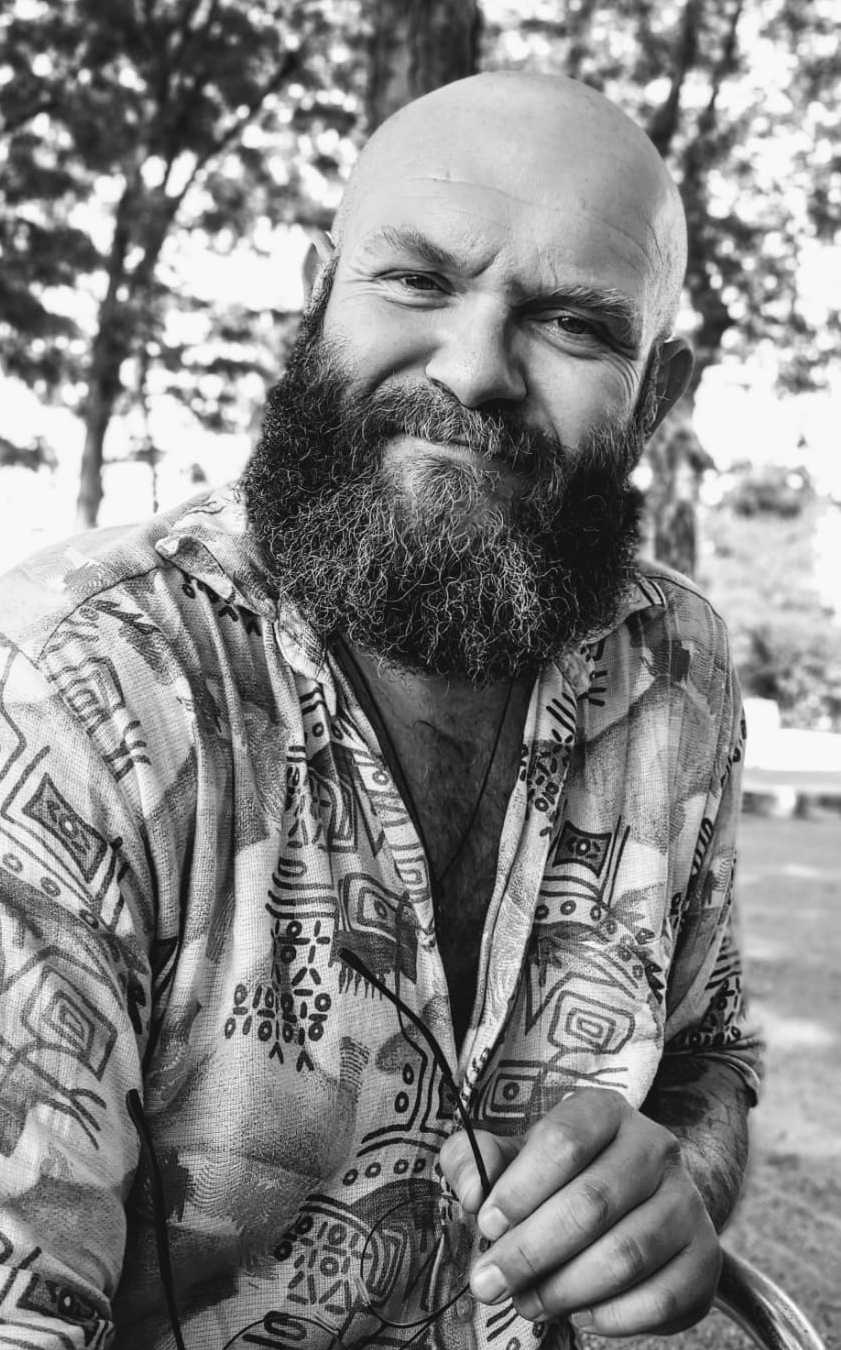
Darko Perić, interprete di Helsinki
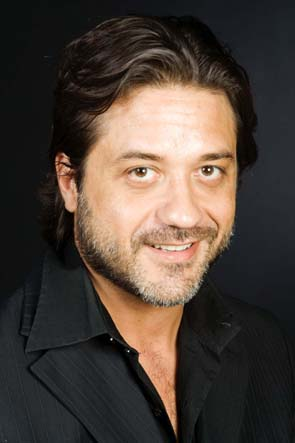
Enrique Arce, interprete di Arturo Román
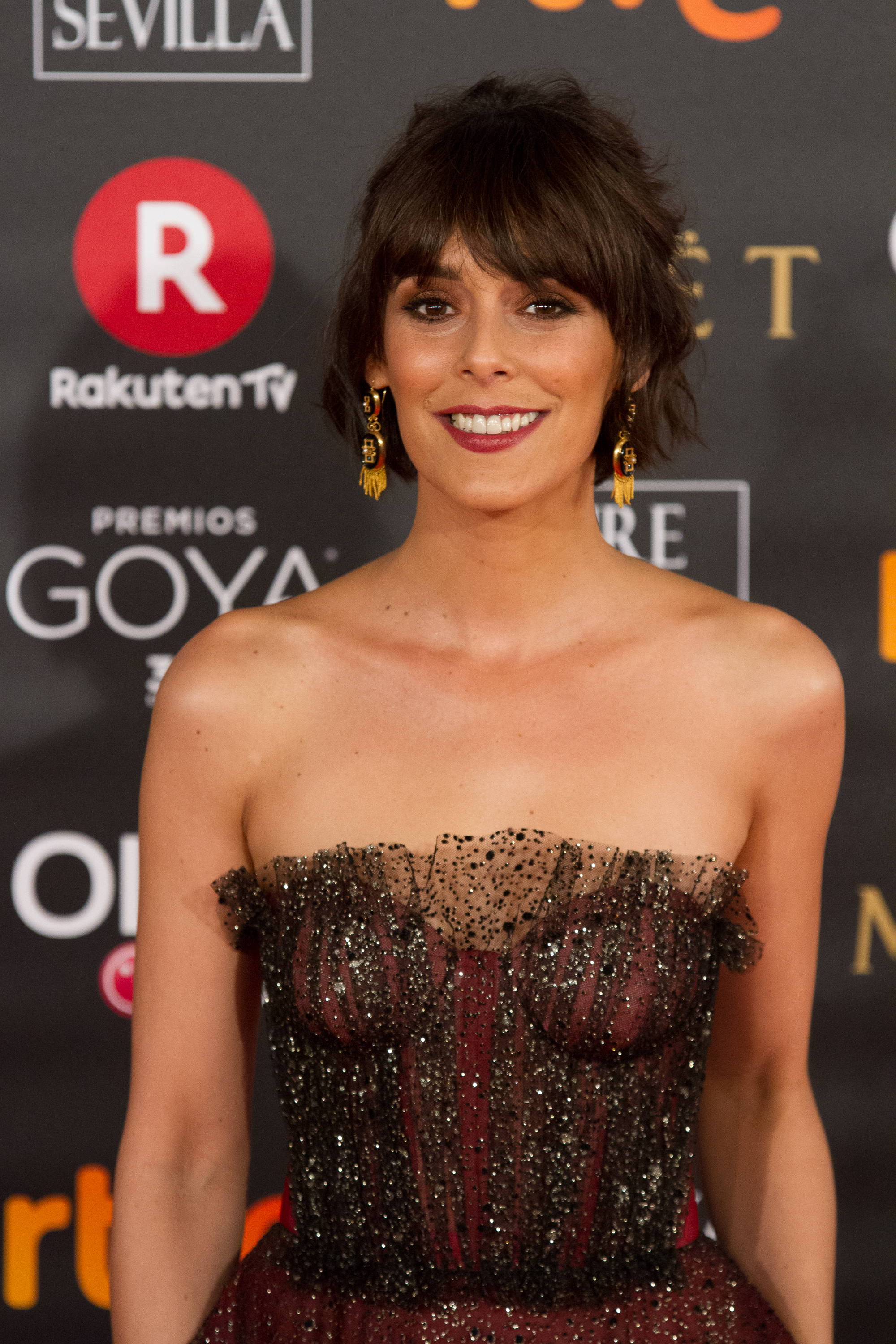
Belén Cuesta, interprete di Manila
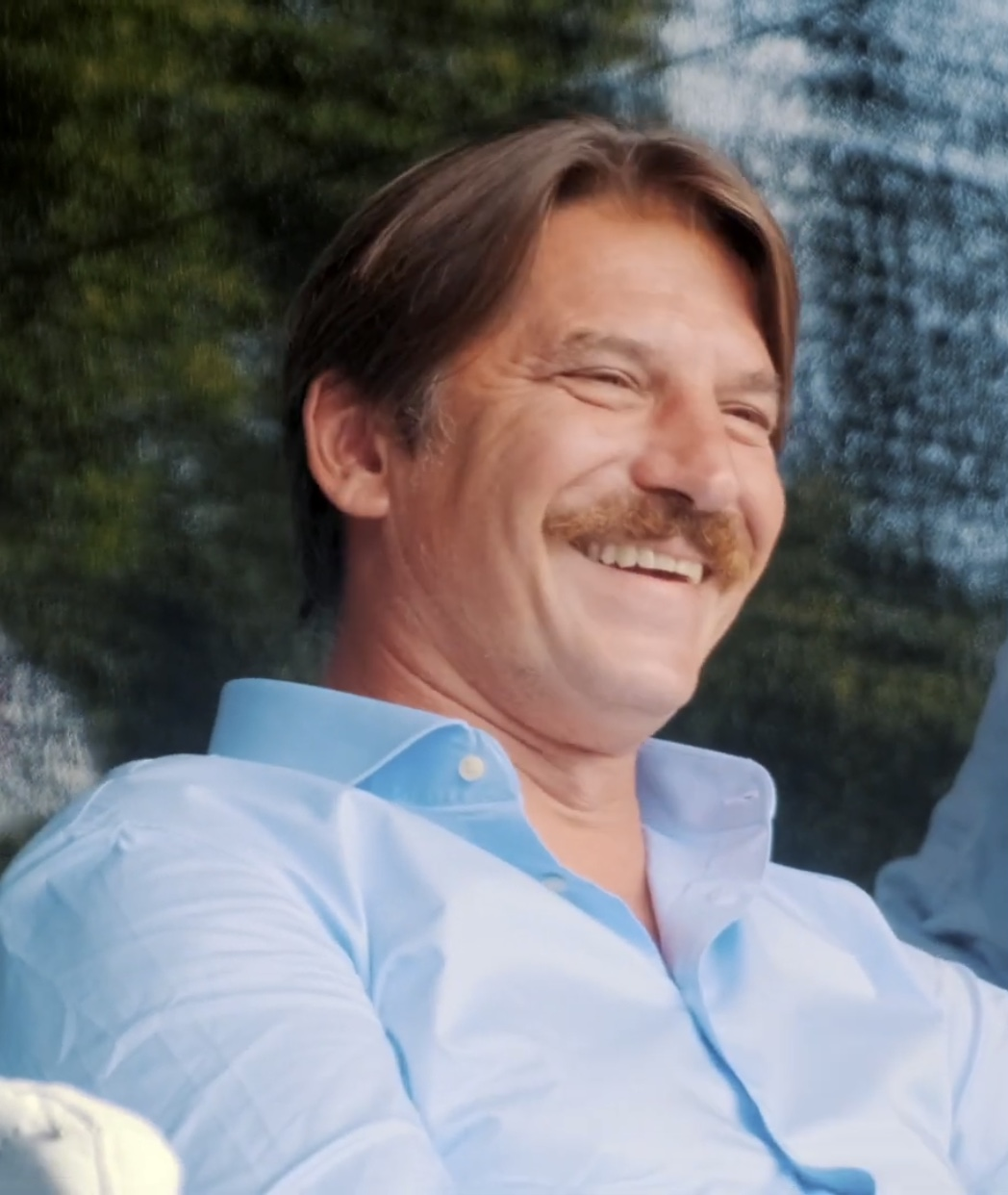
Luka Peroš, interprete di Marsiglia
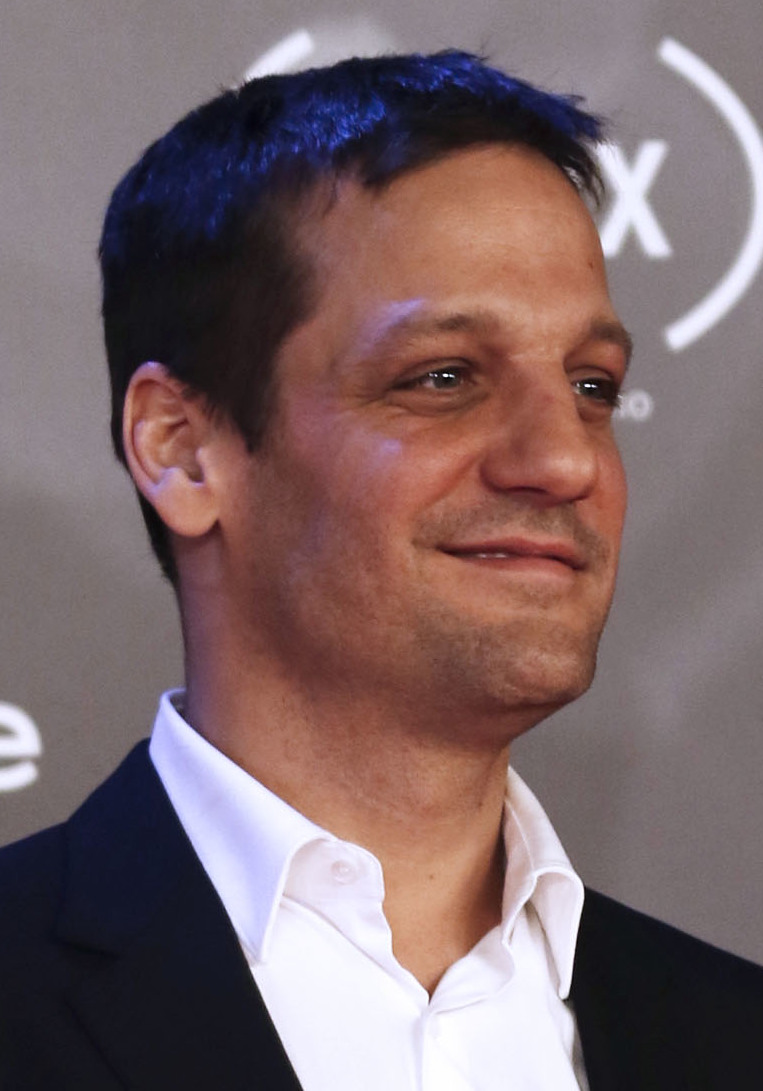
Rodrigo de la Serna, interprete di Palermo
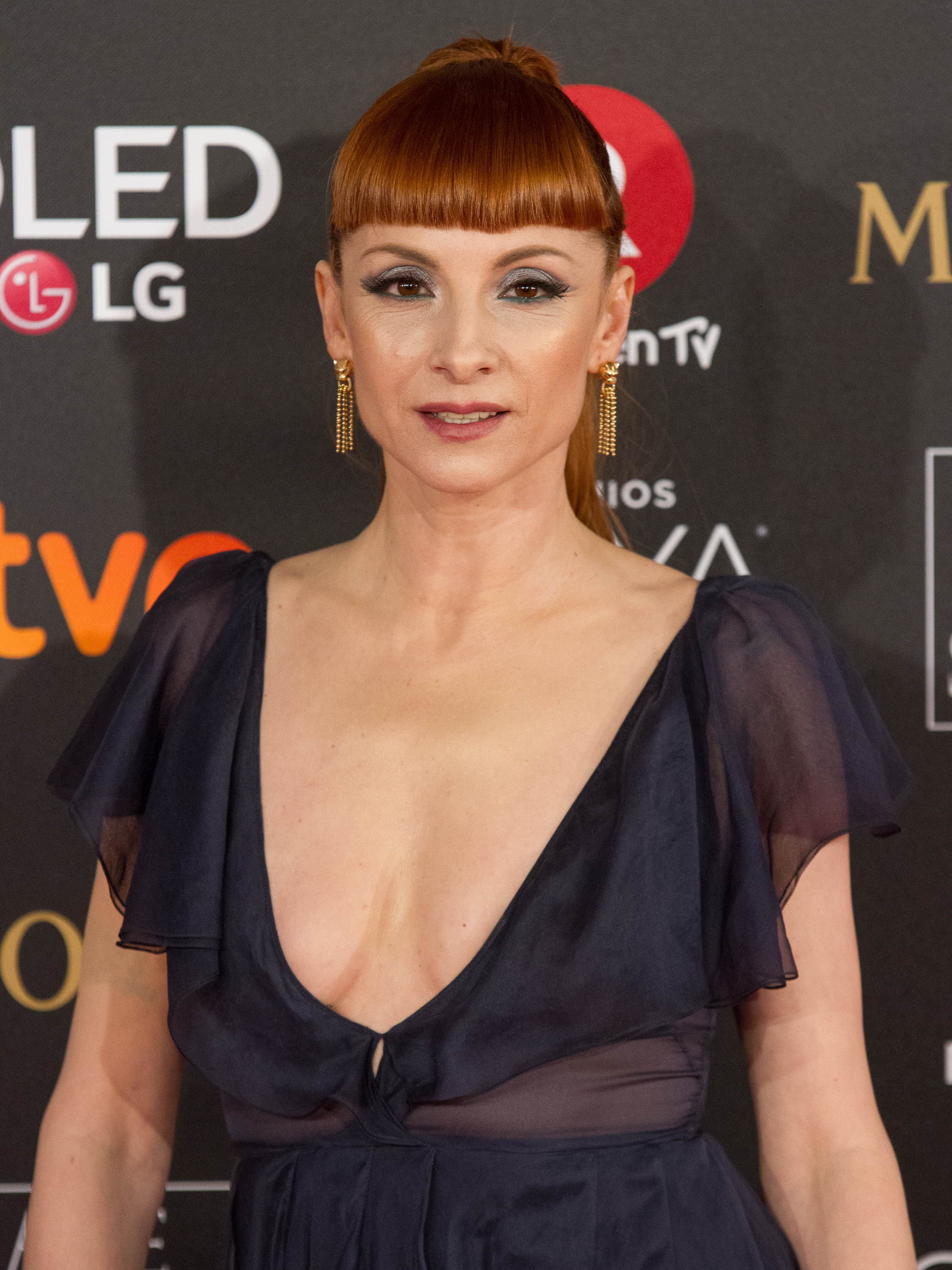
Najwa Nimri, interprete di Alicia Sierra

## Personaggi secondari
- Ángel Rubio (stagioni 1-3), interpretato da Fernando Soto e doppiato da Stefano Thermes.
È il vice ispettore che affianca Raquel, di cui è innamorato da tantissimi anni, nonostante sia sposato con Mari Carmen, e di cui gode piena fiducia. Dopo che Raquel si dimette per unirsi alla banda sotto il nome di Lisbona, diventa ispettore. Durante le indagini della rapina passa diverse situazioni stressanti, ad esempio infiltrandosi come infermiere nella Zecca di Stato, dove gli installeranno un microfono negli occhiali, cosa che farà pensare a Raquel che sia Ángel la talpa che occulta sempre le prove, anche se in realtà è il Professore che riesce a precederli in ogni indagine. Ángel incontra il Professore sotto il nome di Salvador e ha subito dei sospetti, perciò ruba di nascosto un cucchiaino per confrontare l'impronta con quella del Professore. Ad un certo punto Raquel è sicura che Ángel sia la talpa, perciò lo allontana dal caso. Ángel, disperato per la situazione, guida ubriaco e distraendosi, chiamando 16 volte Raquel per avvisarla che le impronte di "Salvador" sul cucchiaino esaminato dalla scientifica corrispondono a quelle del Professore, facendo così un terribile incidente d'auto che lo fa andare in coma.
- Carlos Suárez (stagioni 1-3), interpretato da Mario de la Rosa, doppiato da Andrea Ward.
È uno dei poliziotti incaricati durante l'indagine. Uccide Berlino alla fine della parte 2. Sotto le istruzioni di Raquel gli è stato ordinato di sparare a un presunto rapinatore mascherato quando diversi ostaggi e rapinatori sono saliti sul tetto. Tuttavia, questa persona si è rivelata essere Arturo Román, il direttore della Zecca. In seguito prova ad entrare nella Zecca con l'agente Garcia Lobo per infiltrarsi nella rapina dall'interno, indossando maschere di Dalí. Tuttavia, il Professore, essendo a conoscenza del piano della polizia, avverte il gruppo di rapinatori. Tutti gli ostaggi e i rapinatori cambiano le loro maschere in una maschera che ricorda L'urlo di Edvard Munch. La polizia interrompe immediatamente l'operazione.
- Colonnello Alfonso Prieto (stagioni 1-3),  interpretato da Juan Fernández e doppiato da Dario Penne.
È a capo dei servizi segreti. Vuole entrare a tutti i costi nella Zecca per salvare Alison Parker, per evitare che la vicenda diventi un incidente diplomatico internazionale. Circa 3 anni dopo la rapina alla Zecca di Spagna, il Colonnello Luís Tamayo prende temporaneamente il suo posto per condurre le operazioni per la rapina al Banco de España, in quanto lui sta male dalla fine della rapina precedente e non è in grado di farlo.
Prieto torna quando viene alla luce la notizia dei dettagli della tortura che Río ha subito in Algeria. Viene portato nella tenda per rispondere alle domande di Tamayo sul fatto che abbia fatto seppellire Río vivo. Prieto fa una conferenza stampa e nega tutto ciò che Río ha menzionato. Durante la conferenza, tuttavia, il professore rilascia un video di un sicario turco che conferma di essere stato pagato 200.000 euro da Prieto per estorcere informazioni a Río in ogni modo possibile nell'arco di due mesi. Dopo che questa notizia è venuta alla luce, Prieto lascia la conferenza stampa, ed è chiaro che si è preso la colpa per il CNI, ed è stato arrestato per l'arresto illegale e la tortura di Río.
- Colonnello Luís Tamayo (stagioni 2-3), interpretato da Fernando Cayo e doppiato da Massimo Rossi.
È il nuovo capo delle operazioni relative al caso della rapina del Banco de España. Quando il CNI si fa carico della rapina al Banco de España, Tamayo sostituisce Prieto, perché malato.
Tamayo ha fatto in modo che 8 soldati d'élite attaccassero al Banco de España. Per il primo attacco, ha fatto saltare il tetto della banca per far entrare i soldati. Tuttavia, il suo secondo attacco viene impedito dal Professore, che minaccia di rilasciare una registrazione e di smascherarlo per aver fabbricato prove contro Alicia Sierra. Il professore minaccia inoltre di incastrare Tamayo per aver ordinato il pagamento dai fondi di riserva trasferendo 10 milioni a una società nelle Antille olandesi a suo nome e collegandolo al professore. A seguito di ciò, decide di rinviare l'attacco.
- Mariví Fuentes (stagione 1-2), interpretata da Kiti Mánver e doppiata da Lorenza Biella.
È la madre dell'ispettore Murillo, soffre della malattia di Alzheimer e per questo problema scrive tutte le cose che deve ricordare su dei post-it. Scappa nelle Filippine insieme alla figlia di Ráquel, Paula Vicuña Murillo, dopo la rapina alla Zecca. Mariví dimostra di essere una donna dolce e una buona.
- Paula Vicuña (stagioni 1-3), interpretata da Naia Guz e doppiata da Charlotte Infussi D'Amico.
È la figlia di Alberto Vicuña e di Raquel Murillo. È affidata alle cure di sua madre, poiché Raquel allontana suo padre con un ordine restrittivo, che lui infrange pochi giorni dopo l'inizio della rapina.
- Ariadna Cascales (stagione 1), interpretata da Clara Alvarado e doppiata da Giulia Santilli.
È una ragazza che instaura una relazione con Berlino pur essendone disgustata. Durante la sparatoria finale è stata costretta da Berlino a partecipare.
- Alberto Vicuña, (stagioni 1-3), interpretato da Miquel García Borda e doppiato da Lucio Saccone.
È il violento ex marito dell'ispettore Raquel Murillo, considerato miglior poliziotto della scientifica. Nonostante ciò è abbastanza benvoluto tra le forze di polizia, il che ha reso difficile per Raquel denunciare i suoi abusi. La sorella di Raquel si innamorò di lui pochi mesi dopo che lui e Raquel si separarono. Questo dà a Raquel la forza di denunciare Alberto.
- Mercedes Colmenar (stagione 1), interpretata da Anna Gras e doppiata da Emilia Costa.
È l'insegnante degli studenti della scuola inglese in gita alla Zecca di Spagna. Cerca più volte di difendere i suoi alunni nonostante abbia paura.
- Garcia Lobo,  interpretato da Fran Morcillo, doppiato da Omar Vitelli.
È un poliziotto della squadra comandata da Suárez.
- Benito Antoñanzas (stagioni 2-3), interpretato da Antonio Romero e doppiato da Davide Albano.
È un assistente del colonnello Louis Tamayo, che viene convinto dal Professore a svolgere compiti per lui. Antoñanzas sembra essere una persona nervosa. Si rivela sleale poiché tradisce le forze di polizia facendo trapelare informazioni ai ladri.
- Mario Urbaneja (stagioni 2-3), interpretato da Pep Munné, doppiato da Vladimiro Conti.
È il governatore del Banco de España.
- Paquita (stagioni 2-3), interpretata da Mari Carmen Sanchez e doppiata da Cristina Piras.
È un ostaggio del Banco de España che fa l'infermiera e si prende cura di Nairobi.
- Tatiana (stagioni 2-3), interpretata da Diana Gómez e doppiata da Valentina Stredini.
È la giovane ex moglie di Berlino eccellente pianista e ladra.
- Amanda (stagioni 2-3), interpretata da Olalla Hernandez e doppiata da Valeria Vidali.
é un ostaggio del Banco de España che viene violentata da Arturo Roman.
- Miguel Fernandez (stagioni 2-3), interpretato da Carlos Suarez e doppiato da Gabriele Patriarca.
È un ostaggio del Banco de España molto ansioso e nervoso.
- Matias Caño, soprannominato Pamplona (stagioni 2-3), interpretato da Ahicar Azcona e doppiato da Emanuele Ruzza.
Un membro della banda del Professore che controlla gli ostaggi del Banco de España.
- Benjamin Martines, soprannominato Logroño (stagioni 2-3), interpretato da Ramon Agirre e doppiato da Luciano Roffi.
Il padre di Manila che aiuta Il Professore nel suo piano. Era anche un amico fraterno di Mosca.
- René (stagione 2), interpretato da Miguel Ángel Silvestre e doppiato da Francesco Venditti.
È il fidanzato di Tokyo, morto in una rapina, prima che lei incontrasse il Professore.
- Rafael De Fonollosa (stagione 3), interpretato da Patrick Criado e doppiato da Matteo Liofredi.
È il figlio di Berlino e nipote del Professore.
- Sagasta (stagione 3), interpretato da Jose' Manuel Seda e doppiato da Stefano Benassi.
È il capo dell'esercito che fa irruzione nel Banco de España.

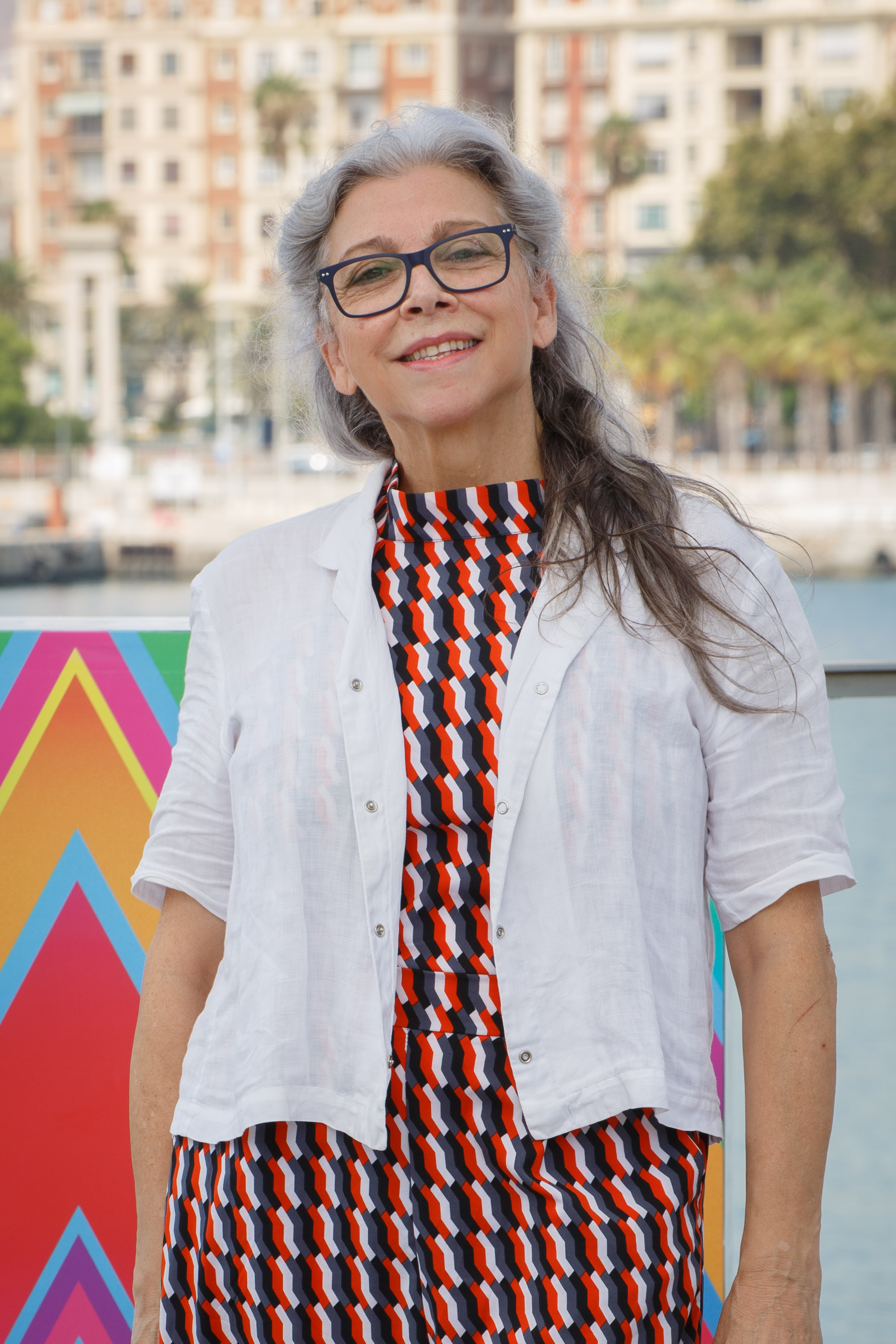
Kiti Mánver, interprete di Mariví Fuentes
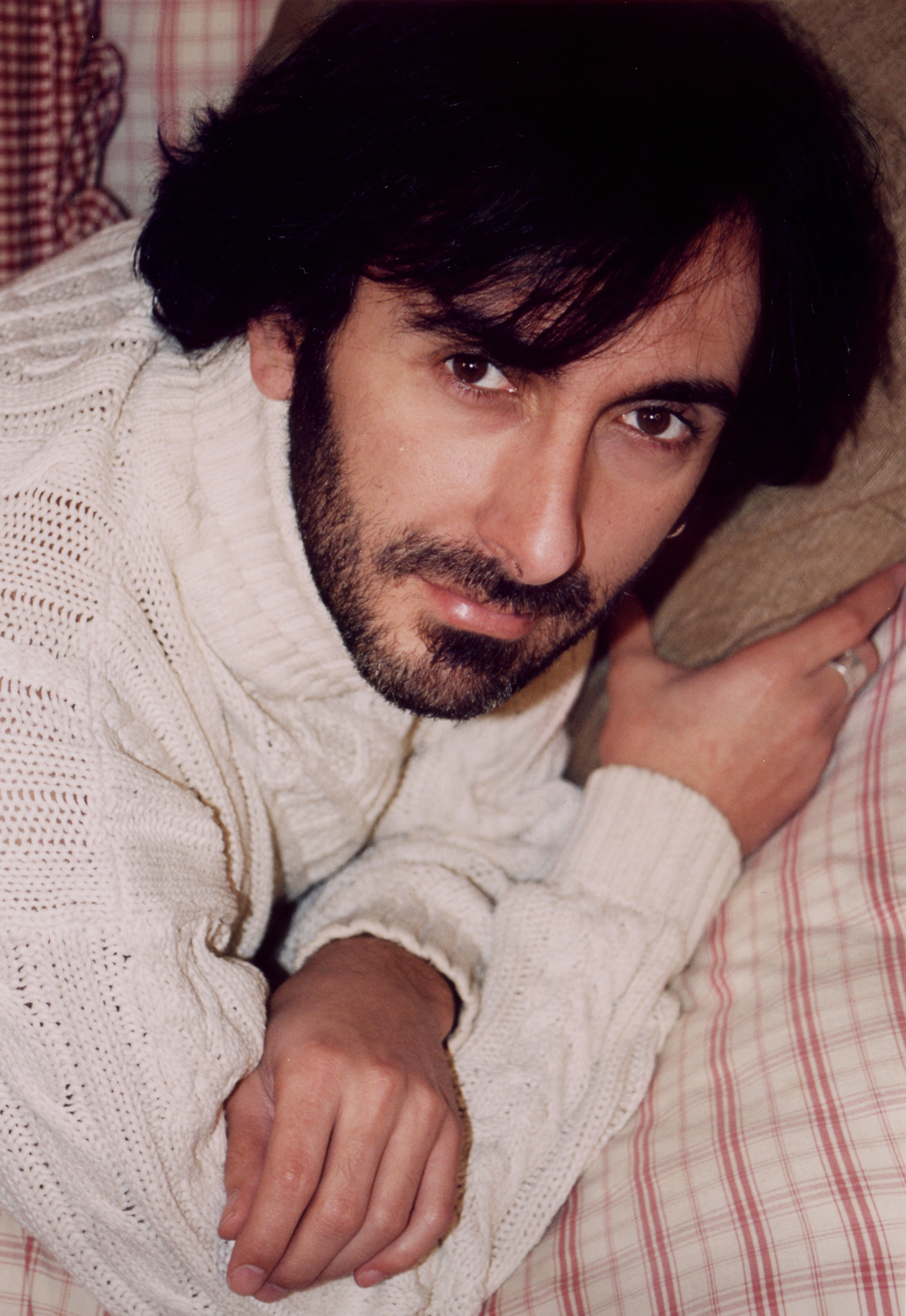
Miquel García Borda, interprete di Alberto Vicuña
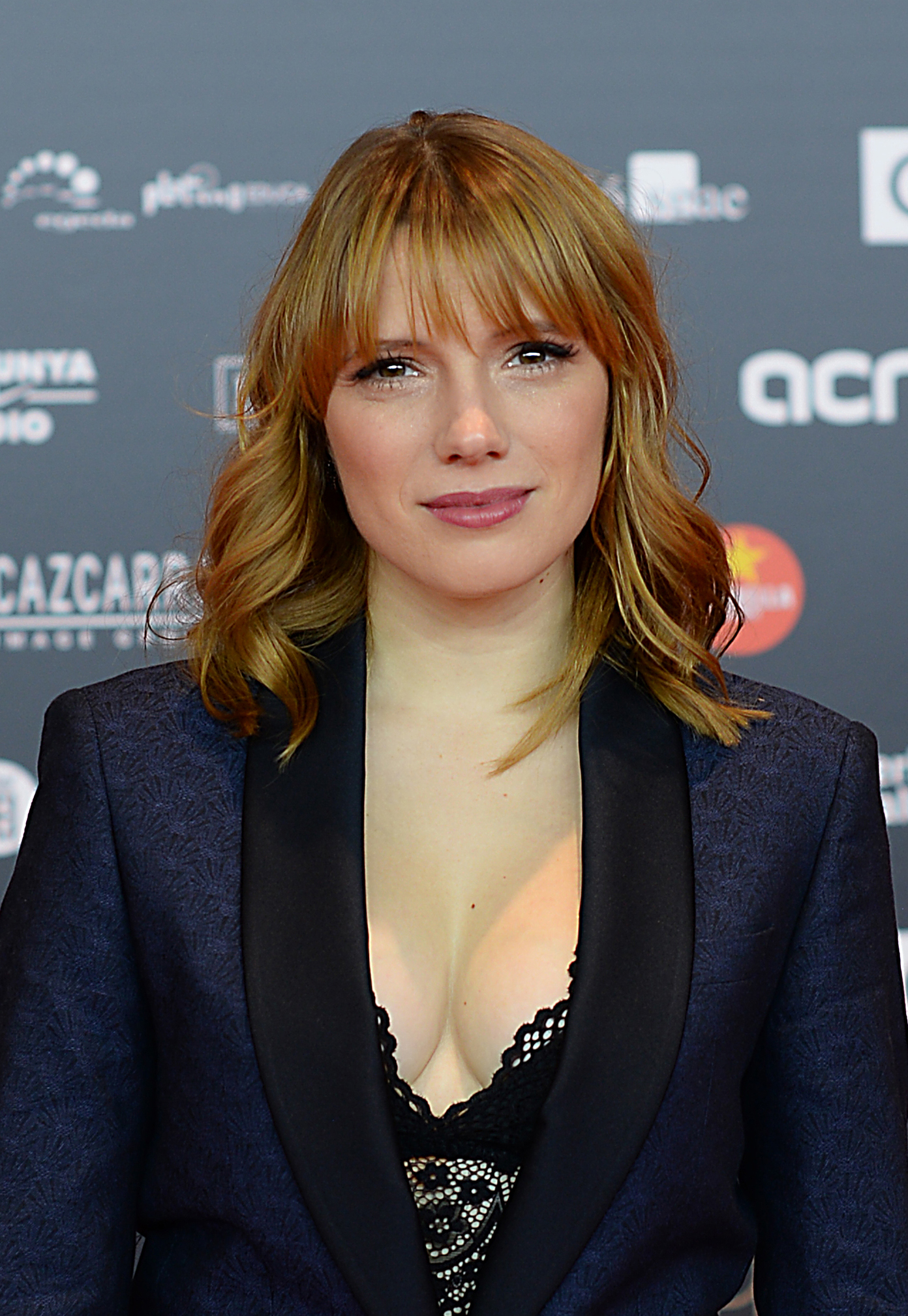
Diana Gómez, interprete di Tatiana
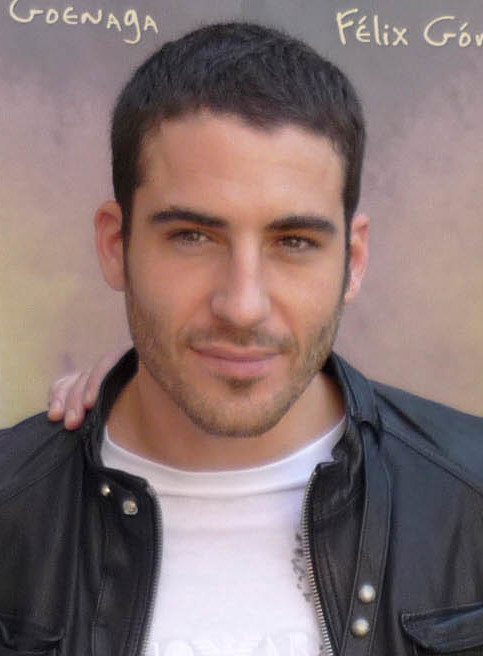
Miguel Ángel Silvestre, interprete di René